# Mangroveschnäpper

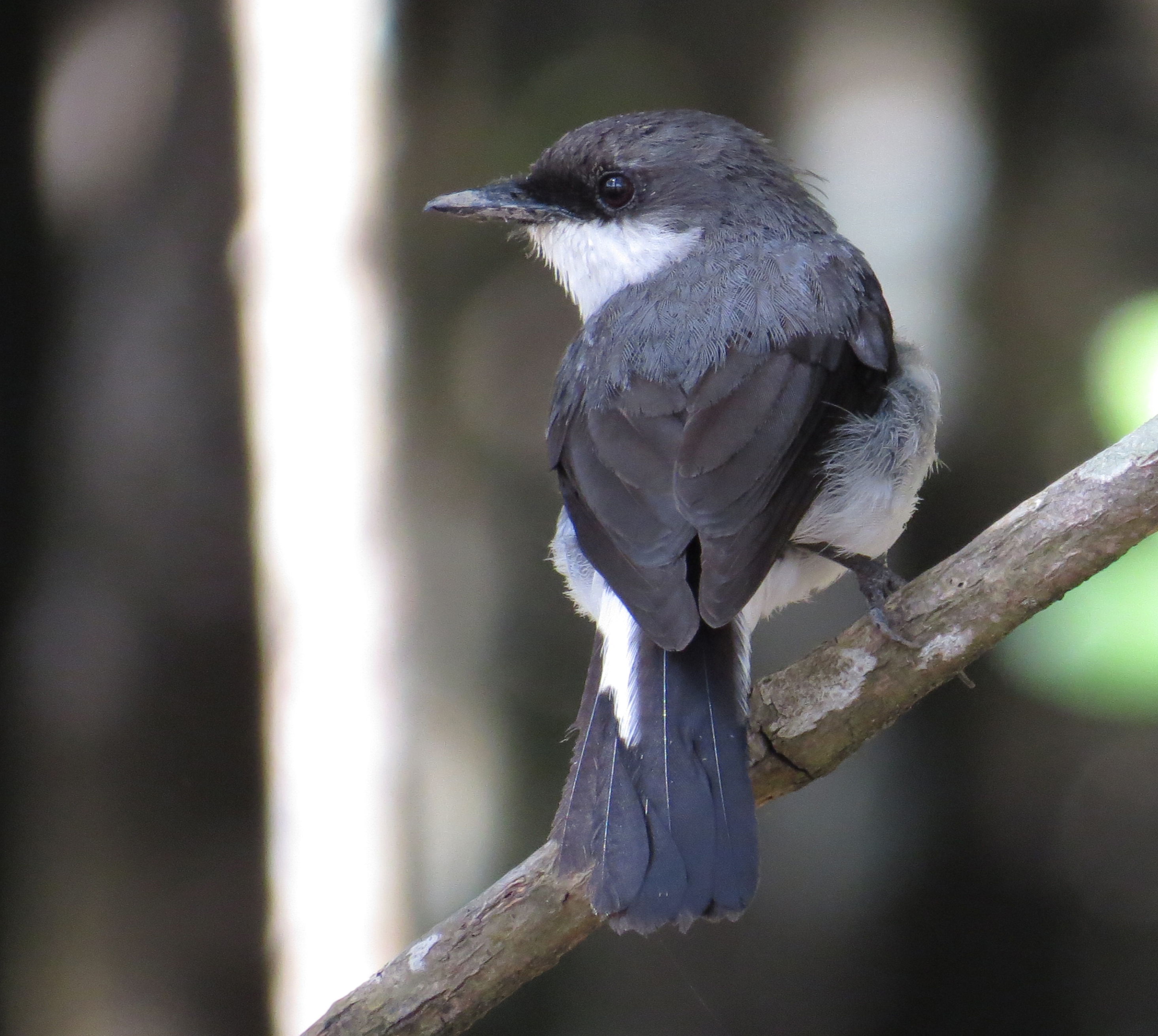
Mangroveschnäpper dorsal

Der Mangroveschnäpper (Peneoenanthe pulverulenta) ist ein Singvogel aus der Familie der Südseeschnäpper (Petroicidae).

## Merkmale
Mangroveschnäpper erreichen eine Länge von 14 bis 15 Zentimetern und ein Gewicht von 18 bis 24 Gramm. Die Geschlechter unterscheiden sich farblich nicht. Sie haben eine rundliche Körperform, einen hellgrau gefärbten Kopf und eine gleichfarbige Oberseite. Zwischen Schnabelansatz und Auge befindet sich ein schwärzlicher Bereich. Kehle, Brust und Bauch sind seidig weiß. Die Flügel sowie der Schwanz sind schwarzgrau. Schnabel, Beine und Füße sind grau.

## Verbreitung, Unterarten und Lebensraum
Mangroveschnäpper kommen in Australien sowie in Neuguinea vor. Bevorzugter Lebensraum sind dichte Uferwälder mit Mangrovenbestand und Sumpflandschaften. Die Höhenverbreitung reicht vom Meeresspiegel bis auf 100 Meter. Folgende Unterarten werden geführt:
- Peneoenanthe pulverulenta pulverulenta in Küstengebieten Neu Guineas.
- Peneoenanthe pulverulenta cinereiceps in Küstengebieten Western Australias.
- Peneoenanthe pulverulenta alligator in Küstengebieten des Northern Territory.
- Peneoenanthe pulverulenta leucura in Küstengebieten der Kap-York-Halbinsel.

## Lebensweise
Mangroveschnäpper jagen, indem sie von einem leicht erhöhten Ansitz nach Beutetieren Ausschau halten. Sobald ein geeignetes Objekt erspäht wird, stürzen sie sich auf die Beute, hauptsächlich auf Insekten, kleine Krebstiere sowie weitere Wirbellose. Die Fortpflanzung erfolgt sowohl in der Trocken- als auch in der Regenzeit. Es erfolgen mehrere Bruten im Jahr. Ein Gelege besteht in der Regel aus zwei Eiern, die farblich von gelbgrün bis olivgrün variieren und rotbraun gesprenkelt sind. Das tassenförmige Nest wird vom Weibchen in einer Höhe von einem bis zu 4,5 Metern bevorzugt in Mangrovenbäumen angelegt. Es wird aus Rindenstreifen und trockener Vegetation gefertigt und mit Spinnenfäden verbunden. Der Außendurchmesser beträgt 6,4 bis 7,6 Zentimeter. Das Weibchen brütet alleine, die Nestlinge werden von beiden Eltern versorgt.

## Gefährdung
Obwohl die Bestände des Mangroveschnäpper im Rückgang begriffen sind, wird die Art von der Weltnaturschutzorganisation IUCN als „least concern = nicht gefährdet“ geführt.